# Гайнценберг (бай-Кірн)
Гайнценберг (нім. Heinzenberg) — громада в Німеччині, розташована в землі Рейнланд-Пфальц. Входить до складу району Бад-Кройцнах. Складова частина об'єднання громад Кірн-Ланд.
Площа — 1,96 км2. Населення становить 22 ос. (станом на 31 грудня 2020).

## Галерея

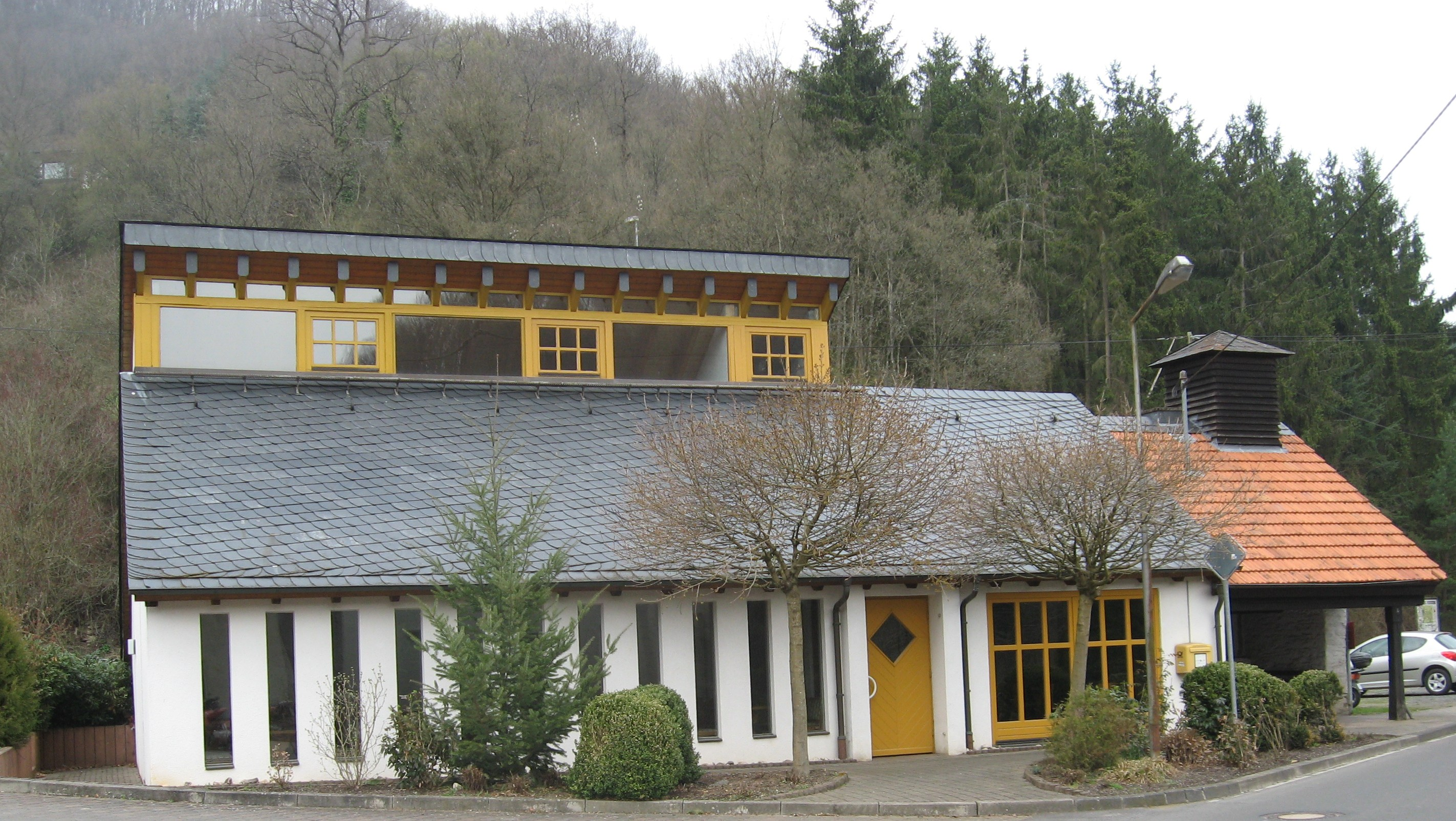